# Micrurus diastema
Espèce
Synonymes
- Elaps diastema Duméril, Bibron & Duméril, 1854
- Elaps affinis Jan, 1858
- Elaps apiatus Jan, 1858
- Elaps aglaeope Cope, 1859
- Elaps corallinus var. crebripunctatus Peters, 1896
- Elaps alienus Werner, 1903
- Elaps fulvius var. sapperi Werner, 1903
- Elaps guatemalensis Ahl, 1927
- Micrurus afinis mayensis Schmidt, 1933
- Micrurus affinis stantoni Schmidt, 1933

Statut de conservation UICN

 LC  : Préoccupation mineure
Statut CITES
Micrurus diastema est une espèce de serpents de la famille des Elapidae.

## Répartition
Cette espèce se rencontre au Honduras, au Guatemala, au Belize et dans les États du Chiapas, du Quintana Roo, du Yucatán, de Campeche, du Tabasco, d'Oaxaca et du Veracruz, au Mexique.

## Description
C'est un serpent venimeux.

## Liste des sous-espèces
Selon The Reptile Database (12 septembre 2011) :
- Micrurus diastema aglaeope (Cope, 1859)
- Micrurus diastema alienus (Werner, 1903)
- Micrurus diastema affinis (Jan, 1858)
- Micrurus diastema apiatus (Jan, 1858)
- Micrurus diastema diastema (Duméril, Bibron & Duméril, 1854)
- Micrurus diastema macdougalli Roze, 1967
- Micrurus diastema sapperi (Werner, 1903)

## Publications originales
- Cope, 1860 : Catalogue of the venomous serpents in the Museum of the Academy of Natural Sciences of Philadelphia, with notes on the families, genera and species. Proceedings of the Academy of Natural Sciences of Philadelphia, vol. 11, p. 332-347 (texte intégral).
- Duméril, Bibron & Duméril, 1854 : Erpétologie générale ou histoire naturelle complète des reptiles. Tome septième. Deuxième partie, p. 781-1536 (texte intégral).
- Jan, 1858 : Plan d'une iconographie descriptive des ophidiens et description sommaire de nouvelles espèces de serpents. Revue et Magasin de Zoologie Pure et Appliquée, Paris, sér. 2, vol. 10, p. 438-449 & 514-527 (texte intégral).
- Roze, 1967 : A check list of the New World venomous coral snakes (Elapidae), with descriptions of new forms. American Museum Novitates, no 2287, p. 1-60 (texte intégral).
- Werner, 1903 : Neue Reptilien und Batrachier aus dem naturhistorischen Museum in Brüssel. Zoologischer Anzeiger, vol. 26, p. 246-253 (texte intégral).